# Galvanització de coure

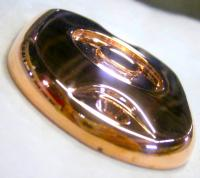
Aplicació decorativa: Revestiment de coure sobre alumini.

La galvanització de coure és el procés de galvanoplastia d'una capa de coure a la superfície d'un objecte metàl·lic. El coure s'utilitza tant com a recobriment autònom com com a capa inferior sobre la qual es revestiran posteriorment altres metalls. La capa de coure pot ser decorativa, proporcionar resistència a la corrosió, augmentar la conductivitat elèctrica i tèrmica o millorar l'adhesió de dipòsits addicionals al substrat.

## Visió general
La galvanoplastia de coure té lloc en una cel·la electrolítica mitjançant electròlisi. Com amb tots els processos de xapat, la peça a xapar s'ha de netejar abans de dipositar el metall per eliminar brutícia, greix, òxids i defectes. Després de la neteja prèvia, la peça es submergeix a la solució d'electròlit aquosa de la cèl·lula i funciona com a càtode. Un ànode de coure també està immers a la solució. Durant el revestiment, s'aplica un corrent elèctric directe a la cèl·lula que fa que el coure de l'ànode es dissolgui en l'electròlit mitjançant l'oxidació, perdent electrons i ionitzant-se en cations de coure. Els cations de coure formen un complex de coordinació amb sals presents a l'electròlit, després del qual són transportats de l'ànode al càtode. Al càtode, els ions de coure es redueixen a coure metàl·lic guanyant electrons. Això fa que una pel·lícula de coure metàl·lica, sòlida i fina es dipositi a la superfície de la peça.

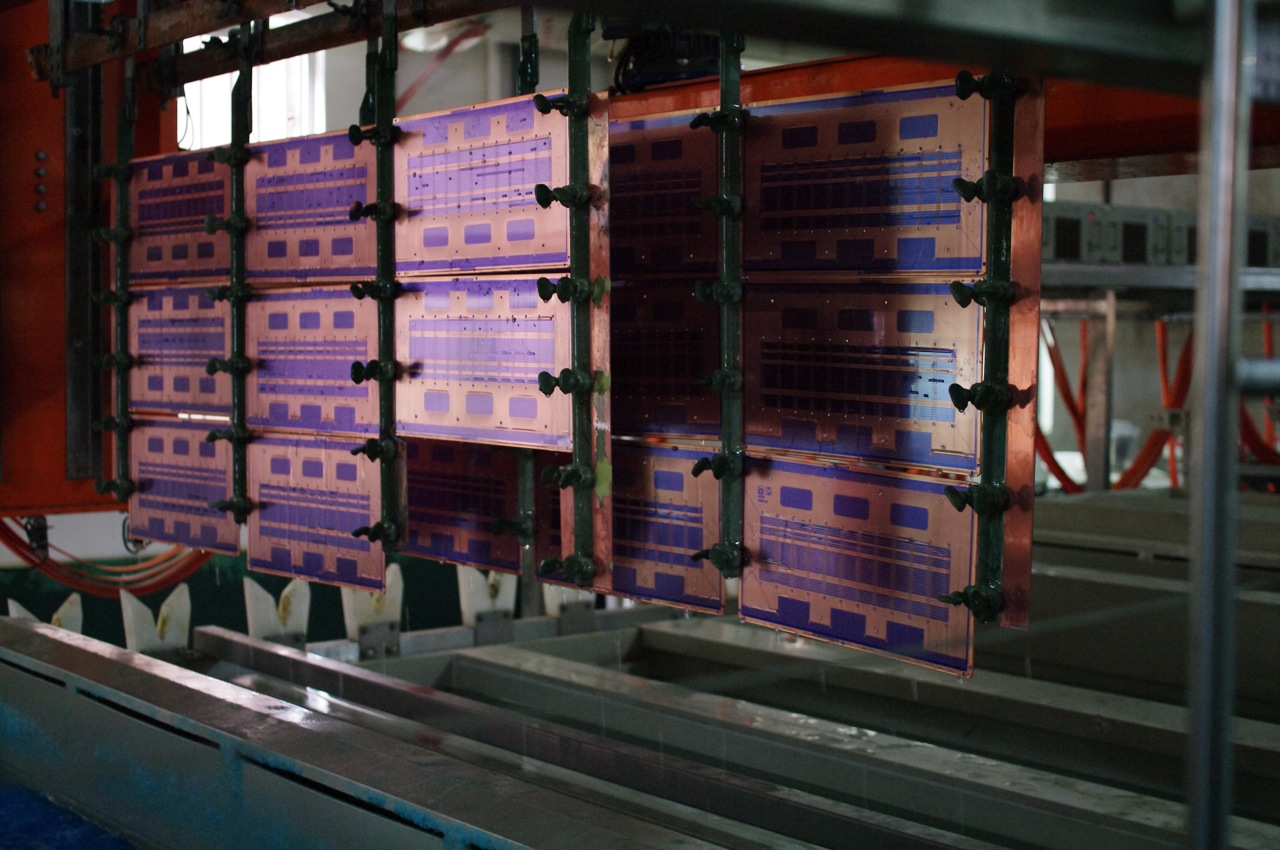
Els PCB es fabriquen en una línia de xapat de coure industrial.

## Tipus de químics de revestiment
Hi ha una varietat de química d'electròlits diferents que es poden utilitzar per a la galvanoplastia de coure, però la majoria es poden caracteritzar àmpliament en cinc categories generals basades en l'agent complexant:
1. Cianur alcalí
2. Alcalí no cianur
3. Sulfat àcid
4. Fluoroborat àcid
5. Pirofosfat

## Aplicacions
Excloent la indústria del revestiment de tires contínues, el coure és el segon metall més utilitzat després del níquel. La galvanoplastia de coure ofereix una sèrie d'avantatges respecte a altres processos de xapat, com ara un baix cost del metall, un acabat brillant d'alta conductivitat i alta ductilitat i una alta eficiència de xapat. El procés té una varietat d'aplicacions tant decoratives com d'enginyeria.
Aplicacions d'enginyeria: la galvanoplastia de coure té un ús generalitzat en la fabricació de dispositius elèctrics i electrònics, a causa de l'alta conductivitat elèctrica del coure: és el segon metall més conductor de l'electricitat després de la plata. El coure es galvanitza sobre plaques de circuits impresos per afegir metall als forats passants i fabricar les traces del circuit conductor de la placa. Això es fa mitjançant un procés subtractiu on el coure es xapa com una capa de manta sense patró que posteriorment es grava amb una màscara estampada per formar el circuit desitjat (revestiment de panells), o mitjançant un procés additiu o semi-additiu on una màscara estampada que exposa el circuit desitjat s'aplica a la placa seguit d'un revestiment de coure a les àrees del circuit no emmascarat (revestiment de patró). La indústria dels semiconductors utilitza el procés de damasquí per modelar el coure en vies i trinxeres d'interconnexions per a la metal·lització. El coure també s'utilitza per xapar filferro d'acer per a aplicacions de cablejat elèctric.